# Klara - Tanker Fra Tajgaen
Klara - Tanker Fra Tajgaen er en dansk dokumentarfilm fra 2004, der er skrevet og instrueret af Ida Grøn.

## Handling
"Man skal overleve naturligt - "livet trodser alle farer", som Ostrovskij skrev, eller hvem det nu var der skrev det". Klara tilhører et sibirsk naturfolk, evenkerne, som oprindeligt rejste rundt i tajgaen med telte og levede af jagt. Trods sine 53 år er hun pensioneret og har boet hele sit liv 1100 km inde i tajgaen, Sibirien, i en lille landsby på 10 huse, hovedsageligt beboet af evenker.